# Gesellschaft für Aerosolforschung
Die Gesellschaft für Aerosolforschung (seit 1980 GAeF, ursprünglich GAF) (Association for Aerosol Research) ist eine im Oktober 1972 gegründete, internationale Vereinigung von Forschern, die sich mit Fragen der Aerosolforschung befassen. Die Gesellschaft hat Mitglieder aus Industrie, medizinischen Forschungsstätten und Universitäten in aller Welt, ist jedoch vorrangig in Europa tätig. Sie gehört zu den Gründungsmitgliedern der International Aerosol Research Assembly (IARA) und der European Aerosol Assembly (EAA). Seit 1980 ist die GAeF Mitherausgeber des 1970 gegründeten Journal of Aerosol Science.
Sitz der Gesellschaft ist Bad Soden am Taunus. Derzeitiger Präsident ist Christof Asbach.
Am 11. April 2021 wandte sich die Gesellschaft für Aerosolforschung mit einem offenen Brief an die Bundesregierung, wonach die Übertragung der SARS-CoV-2-Viren durch Aerosole fast ausnahmslos in Innenräumen stattfindet. Im Freien werde das Virus nur „äußerst selten“ übertragen und führe nie zu sogenannten Clusterinfektionen, breitgefächerten Ansteckungen. Die Corona-Maßnahmen würden an der falschen Stelle ansetzen. Stattdessen müsse der Schutz in Innenräumen verstärkt werden.